# IGBP1
IGBP1 (англ. Immunoglobulin binding protein 1) – білок, який кодується однойменним геном, розташованим у людей на X-хромосомі. Довжина поліпептидного ланцюга білка становить 339 амінокислот, а молекулярна маса — 39 222.
| 10         |  | 20         |  | 30         |  | 40         |  | 50         |
| ---------- |  | ---------- |  | ---------- |  | ---------- |  | ---------- |
| MAAEDELQLP |  | RLPELFETGR |  | QLLDEVEVAT |  | EPAGSRIVQE |  | KVFKGLDLLE |
| KAAEMLSQLD |  | LFSRNEDLEE |  | IASTDLKYLL |  | VPAFQGALTM |  | KQVNPSKRLD |
| HLQRAREHFI |  | NYLTQCHCYH |  | VAEFELPKTM |  | NNSAENHTAN |  | SSMAYPSLVA |
| MASQRQAKIQ |  | RYKQKKELEH |  | RLSAMKSAVE |  | SGQADDERVR |  | EYYLLHLQRW |
| IDISLEEIES |  | IDQEIKILRE |  | RDSSREASTS |  | NSSRQERPPV |  | KPFILTRNMA |
| QAKVFGAGYP |  | SLPTMTVSDW |  | YEQHRKYGAL |  | PDQGIAKAAP |  | EEFRKAAQQQ |
| EEQEEKEEED |  | DEQTLHRARE |  | WDDWKDTHPR |  | GYGNRQNMG  |  |            |

A: Аланін

C: Цистеїн

D: Аспарагінова кислота

E: Глутамінова кислота

F: Фенілаланін

G: Гліцин

H: Гістидин

I: Ізолейцин

K: Лізин

L: Лейцин

M: Метіонін

N: Аспарагін

P: Пролін

Q: Глутамін

R: Аргінін

S: Серин

T: Треонін

V: Валін

W: Триптофан

Кодований геном білок за функціями належить до шаперонів, фосфопротеїнів. 
Задіяний у такому біологічному процесі, як ацетилювання. 
Локалізований у цитоплазмі.